# Camp de Brunswick-Busing
Le camp de Brunswick-Busing est une unité de travail forcé dépendant du camp de concentration de Neuengamme mise à la disposition de l'entreprise Büssing NAG, à Brunswick.

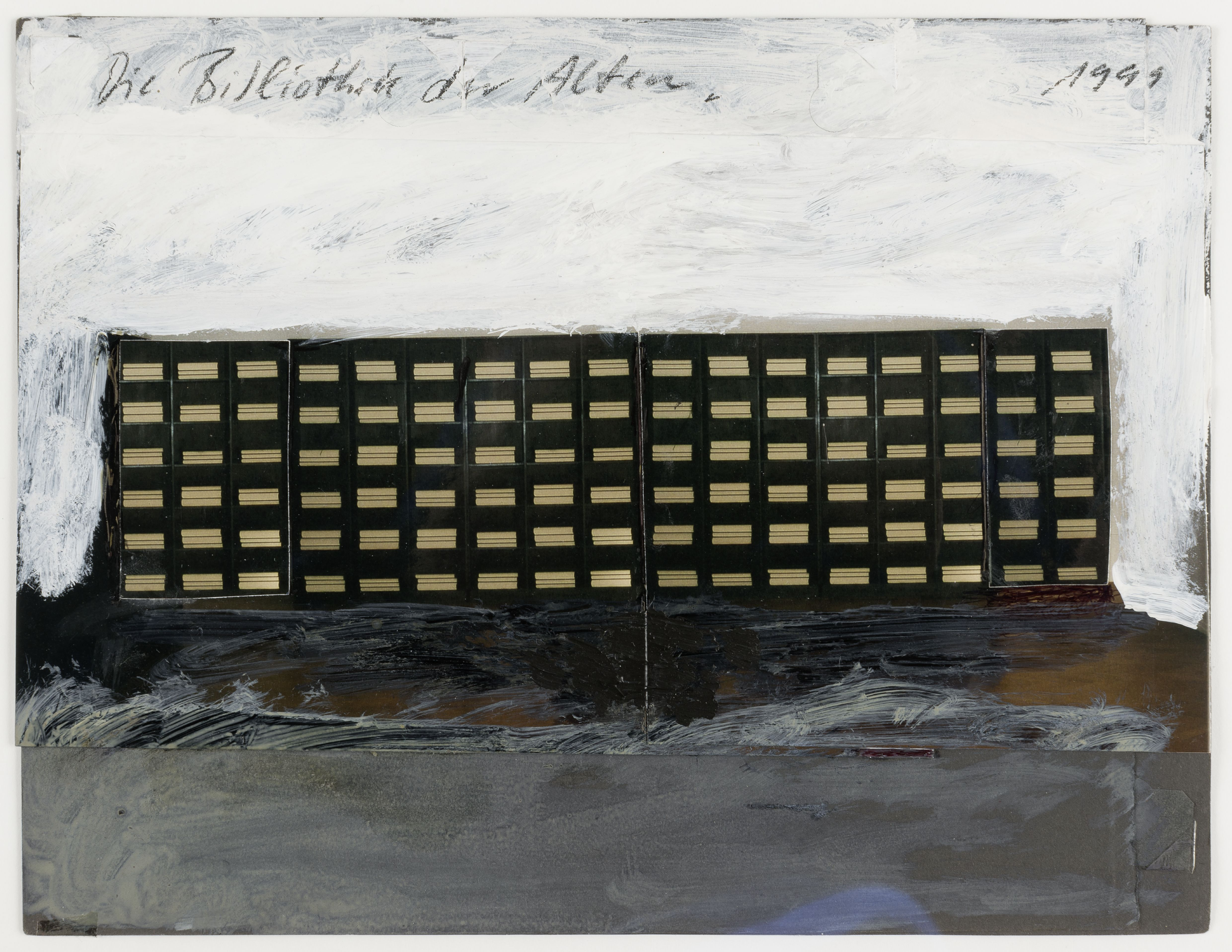
Esquisse de Sigrid Sigurdsson pour le mémorial (« La Bibliothèque des générations ») rappelant l'existence du camp de Brunswick-Büsing.

## Création
En 1944, l'entreprise Büssing-NAG Vereinigte Nutzkraftwagen AG, établie à Brunswick et qui assure la production de camions pour la Wehrmacht, demande au camp de Neuengamme de la main-d’œuvre concentrationnaire. Cinq baraques sont construites dans la Wörthstrasse, à côté du siège social, pour y loger un Kommando extérieur.

## Travail forcé
De septembre 1944 à mars 1945, plus de 800 déportés fabriquent des pièces de rechange pour camions. En dehors d'un groupe de 126 prisonniers (Français, Russes, Polonais) venus de Neuengamme et chargés d'installer le camp, les détenus sont essentiellement des Juifs polonais du ghetto Litzmannstadt (Łódź), venus d'Auschwitz où ils ont été sélectionnés par des représentants de Büssing NAG. Parmi les premiers arrivés, huit prisonniers de droit commun allemands sont chargés de l'encadrement administratif.
Le travail se répartit entre deux équipes qui doivent pointer en entrant et en sortant de l'atelier : de jour de 6h à 18h et de nuit de 18h à 6h. L'usine étant à plus d'un kilomètre, l'équipe du matin doit se lever à 4h. Une pause d'une demi-heure est accompagnée de la distribution d'un bol de soupe.
Le camp est conçu pour héberger 300 déportés, mais il en accueille parfois le double. L'infirmerie, qui contient 54 grabats, soigne 60 patients. En conséquence a mortalité y est extrêmement élevée. Jusqu'à fin 1944, environ 300 détenus périssent de faim, de maladies et des suites des mauvais traitements infligés par une équipe de kapos particulièrement violents.
Début 1945, un grand nombre de détenus inaptes au travail sont transportés à l'infirmerie du Kommando extérieur de Salzgitter-Watenstedt/Leinde et le taux de mortalité diminue. Néanmoins, jusqu´au 20 mars 1945, 80 cadavres sont encore incinérés dans le crématoire municipal de Brunswick.
Le Kommando extérieur Büssing-NAG est placé sous la responsabilité du SS-Hauptscharführer Max Kierstein, dont les convictions antisémites rendent la vie particulièrement dure aux détenus juifs.

## Évacuation
Fin mars 1945, la SS évacue le camp. Les détenus se rendent à pied jusqu´au Kommando extérieur de Salzgitter-Watenstedt/Leinde. De là, ils sont transférés en train, avec les détenus de ce Kommando, à Ravensbrück où ils arrivent le 14 avril. Lors de l´évacuation de Ravensbrück, fin avril, ils sont emmenés à nouveau à pied vers le « mouroir » de Wöbbelin, où les survivants sont libérés le 2 mai par les troupes américaines.

## Mémorial
En 1997, un mémorial conçu par l’artiste Sigrid Sigurdsson est inauguré. Il est composé de 200 plaques de métal appliquées sur le mur d'enceinte de l’ancien camp, que viennent peu à peu remplir des textes issus des archives. En 2000, un centre de documentation a été ouvert dans l’ancienne « maison des invalides »,.